# دارين سلام
دارين سلام (1987-) هي ممثلة ومخرجة أردنية من أصل فلسطيني، حصلت على درجة البكالوريس في التصميم الجرافيكي من جامعة العلوم التطبيقية عام 2009، ونالت درجة الماجستير عام 2012 في الفنون السينمائية من معهد البحر الأحمر للفنون السينمائية.
عملت مشرفة على برنامج دعم صناع الأفلام في الهيئة الملكية الأردنية للأفلام خلال الفترة 2012-2013، ثم شغلت منصب مديرة مسرح الرينبو خلال الأعوام 2013-2014، وعضو مؤسس وشريك في مؤسسة صندوق الحكايا الأردنية TaleBox منذ عام 2016.

## أفلامها
- فيلم ما زلت حياً "Still Alive" إنتاج عام 2010.
- فيلم الشرفة "The Balcony"، إنتاج عام 2012.
- فيلم الظلام في الخارج "The Dark Outside" إنتاج عام 2014.
- فيلم الببغاء "The Parrot" إنتاج عام 2015.
- فيلم أهلاً سمسم "welcome semsem" إنتاج عام 2019.
- فيلم فرحة "Farha " إنتاج عام 2021.[3]

## جوائز حصلت عليها
1. جائزة الفيلم من مؤسسة روبرت بوش في ألمانيا عام 2015 عن فيلمها الببغاء.
2. إقامة المدينة الدولية للفنون في باريس عام 2017.
3. جائزة أفضل فيلم طويل للشباب من شاشة آسيا والمحيط الهادي عام 2022 عن فيلمها فرحة.
4. جائزة أفضل فيلم روائي طويل في حفل توزيع جوائز الأوسكار عن فيلمها فرحة.[4]

## فيلم فرحة
هو أول فيلم روائي طويل لدارين بدأت العمل عليه خلال العام 2016 لكنها واجهت ضغوطات كثيرة حوله مما أدى إلى توقف العمل، وفي عام 2021 عادت لإستكماله وهو فيلم يروي حكاية مُراهِقةٍ فلسطينيّة تحلم بإكمال دراستها في المدينة و لكنّ حدوث نكبة 1948 يحول دون ذلك، فيُخبّئها والدها في قبو المنزل ويعدها بالعودة قريباً لإنقاذها. ويرمز الإسم إلى الفرحة المسلوبة قسراً من الفلسطينيين، وتستند قصة الفيلم إلى إمرأة فلسطينية فرت إلى سوريا وروت قصتها إلى والدة دارين.
تم عرض الفيلم على نتفلكس مما أثار إستياء الحكومة الإسرائيلية والمطالبة بوقف عرضه.